# Programa Artemis
|  | No s'ha de confondre amb Projecte Artemis. |

El Programa Artemis és un programa d'exploració lunar dirigit per la NASA en col·laboració amb l'Agència Espacial Europea (ESA), l'Agència Espacial Japonesa (JAXA) i l'Agència Espacial Canadenca (CSA) que, en cas de tenir èxit, portarà l'ésser humà a la Lluna per primera vegada des de l'Apollo 17 el 1972. L'objectiu a llarg termini del programa és establir una base permanent a la Lluna per a facilitar posteriors missions a Mart. Els principals components del programa són el Space Launch System, o SLS (en català Sistema de Llançament Espacial), la nau espacial Orion, l'estació espacial Lunar Gateway i els sistemes d'allunatge humà, incloent-hi el Starship HLS.
El Programa Artemis és una col·laboració d'agències espacials governamentals i agències privades, unides pels Acords Artemis. A data de 22 de juny del 2022, vint-i-un països han signat els acords, incloent-hi potències espacials emergents com Brasil, Corea del Sud i els Emirats Àrabs Units.
El Programa Artemis es va establir per primera vegada el 2017, tot i que molts dels seus components, tal com la nau espacial Orion es van desenvolupar durant l'anterior Programa Constellation (2005-2010). El primer llançament d'Orion estava programat pel 2016, però es va posposar al 2022 per a la missió Artemis I, sense tripulants. Aquesta es va enlairar amb èxit el 16 de novembre del 2022 a les 6:47 (UTC).
Segons el pla proposat, la missió tripulada Artemis II s'enlairarà no abans d'abril del 2026; la missió tripulada Artemis III, que farà el primer allunatge, tindrà lloc no abans de mitjan 2027; no abans de finals del 2028, es produirà l'atracament d'Artemis IV amb la Lunar Gateway; la missió Artemis V, amb l'ESPRIT de l'ESA i el Candarm3 de Canadà, està planejada per començaments de 2030; i la missió Artemis VI s'enlairaria a començaments de 2031. Posteriorment, es preveu que segueixin missions i allunatges addicionals amb una periodicitat anual.

## Visió general
El Programa Artemis està organitzat al voltant d'una sèrie de missions de Space Launch Systems, o SLS (en català, Sistemes de Llançament Espacial), que aniran augmentant en complexitat i que estan prevists que es duguin a terme amb intervals d'un any o més. De moment estan planejades des de la missió Artemis I fins a la missió Artemis V, però més missions ja han sigut proposades. Cada missió SLS se centra en el llançament d'una llançadora SLS portant una nau espacial Orion. Les missions posteriors a Artemis II dependran de missions de suport enlairades per altres organitzacions i d'altres naus espacials.

### Missions SLS
La missió Artemis I fou una prova no tripulada, realitzada amb èxit, de les SLS i d'Orion, i la primera prova de vol per a les dues naus. L'objectiu d'Artemis I fou situar Orion en òrbita lunar i després retornar la nau a la Terra. L'SLS utilitza un ICPS de dues etapes, duent a terme una injecció translunar per portar Orion a l'espai lunar. Orion va frenar fins a una òrbita lunar polar retrògrada distant i es mantingué en aquesta al voltant de sis dies fins a accelerar de tornada cap a la Terra. La càpsula d'Orion es va separar del mòdul de servei, va reentrar a l'atmosfera per aerofrenar, i va aterrar a l'oceà amb el suport de paracaigudes.
La missió Artemis II (2026) serà el primer vol de prova tripulat de la SLS i la nau espacial Orion. Els quatre membres de la tripulació duran a terme un extens testatge en òrbita terrestre, i després l'Orion accelerarà en una trajectòria de tornada lliure al voltant de la Lluna, que retornarà la nau a la Terra per a la reentrada i l'amaratge. El llançament no està previst abans de l'abril de 2026.
La missió Artemis III (2027) té com a objectiu principal fer un allunatge lunar tripulat. Dependrà d'una missió de suport, que s'encarregarà de situar el Human Landing System, HLS (Sistema d'Aterratge Humà) en posició d'òrbita halo quasi-rectilínia (NRHO) al voltant de la Lluna abans del llançament de la SLS/Orion. Després que l'HLS arribi a l'òrbita corresponent, el sistema SLS/Orion enviarà la nau espacial Orion amb una tripulació de quatre membres, entre els quals està previst que hi hagi el primer allunatge d'una dona i d'una persona de color, per dur a terme una trobada orbital i acoblar-se a l'HLS. Dos dels astronautes es transferiran a l'HLS, que després descendirà a la superfície lunar, on romandrà al voltant de 6,5 dies. Els astronautes duran a terme com a mínim dues activitats extravehiculars (EVA) a la superfície, abans de l'ascensió de l'HLS, que els retornarà al punt de trobada orbital amb Orion. Orion retornarà llavors els quatre astronautes a la Terra. El llançament no està previst abans de mitjan el 2027.
La missió Artemis IV (2028) serà una altra missió tripulada fins a l'estació Lunar Gateway en òrbita NRHO, utilitzant un SLS Block 1B. Una missió de suport anterior lliurarà els primers dos mòduls de l'estació a la NRHO. La potència extra del Block 1B permetrà a la SLS/Orion lliurar el mòdul I-HAB per a la connexió amb l'estació. El llançament no està previst abans de setembre de 2028.
La missió Artemis V (2030) i posteriors es proposa que facin allunar més astronautes a la superfície lunar, on podran utilitzar cada vegada més infraestructures, que seran enviades mitjançant missions de suport. Aquestes infraestructures inclouran hàbitats, astromòbils, instrumentació científica i equipament d'extracció de materials.
La missió Artemis VI (2031) està previst que es converteixi en el quart allunament tripulat i integri el "Crew and Science Airlock Module" (Mòcul pressuritzat de ciència i tripulació) amb l'estació espacial Lunar Gateway. El llançament està programat per no abans del març del 2031.

### Missions de suport
Les missions de suport inclouen mòduls de descens, enviament de mòduls de la Lunar Gateway, logística de la Gateway, enviament de l'HLS i enviament dels diferents elements de la base lunar. La majoria d'aquestes missions es duran a terme mitjançant contractes de la NASA a proveïdors comercials. Sota el programa Commercial Lunar Payload Services (CLPS) (en català, Serveis Comercials de Càrrega Útil Lunar), diversos mòduls de descens robòtics enviaran instrumentació científica i rovers a la superfície de la Lluna després de la missió Artemis I. Missions CLPS addicionals estan planejades al llarg del Programa Artemis per a enviar càrrega útil a la base lunar. Aquestes inclouran mòduls d'hàbitats i astromòbils per donar suport a les missions tripulades.
L'HLS (Sistema d'Aterratge Humà) és una nau espacial que pot portar membres de la tripulació des de l'òrbita NRHO fins a la superfície lunar, donar-los suport a la superfície i retornar-los a l'òrbita NRHO. Cada allunatge tripulat requereix un HLS, tot i que algunes o totes les naus espacials potser poden ser reutilitzades. Cada HLS ha de ser enlairada des de la Terra i enviada a la NRHO mitjançant un o més llançaments. El contracte comercial inicial va ser atorgat a SpaceX per dues missions Starship HLS, una no tripulada i una tripulada, que formaran part d'Artemis III. Cadascuna d'aquestes missions requereix un llançament d'un HLS i diversos llançaments de combustible, tots en llançadores Starship d'SpaceX. A data de juny del 2022, la NASA també ha posat damunt la taula l'opció d'afegir al contracte inicial la comissió d'un disseny d'una Starship HLS millorada i una demostració d'una tercera missió lunar sota noves regles de sostenibilitat. La intenció és trobar un disseny d'HLS alternatiu a SpaceX de forma paral·lela, per redundància i competitivitat.
Els primers dos mòduls de la Lunar Gateway (PPE i Halo) seran enviats a la NRHO en un sol llançament utilitzant una llançadora Falcon Heavy. Originalment, estava planejat que estigués disponible abans d'Artemis III, a data del 2021, la seva disponibilitat està planejada per abans d'Artemis IV.
La Gateway serà reaprovisionada i sostinguda amb llançaments de naus espacials Dragon XL, enlairades mitjançant Falcon Heavy. Cada Dragon XL es mantindrà a la Gateway fins a sis mesos. Les Dragon XL no retornaran a la Terra i segurament seran eliminades mitjançant xocs deliberats contra la superfície lunar.